# First Family 4 Life
| Recensione | Giudizio |
| ---------- | -------- |
| AllMusic   | [ 1 ]    |
| RapReviews | [ 2 ]    |

First Family 4 Life è il terzo album del gruppo hip hop M.O.P., pubblicato nel 1998 da Relativity Records. DJ Premier è il produttore esecutivo del disco, che presenta ospiti quali Gang Starr, Jay-Z, O.C., Treach e Freddie Foxxx.

## Tracce
1. Billy Skit – 0:58
2. Breakin' the Rules – 4:12 – DJ Premier
3. 4 Alarm Blaze (featuring Teflon & Jay-Z) – 4:29 – Laze E Laze
4. Blood Sweat and Tears – 4:42 – Laze E Laze
5. Down 4 Whateva (featuring O.C.) – 3:33 – M.O.P.
6. Facing Off – 3:38 – M.O.P., Laze E. Laze
7. My Kinda Nigga Part II (featuring Heather B.) – 4:07 – Da Beatminerz
8. I Luv (featuring Freddie Foxxx) – 4:50 – DJ Premier
9. Salute Part II (featuring Gang Starr) – 4:17 – DJ Premier
10. Ride with Us – 4:43 – Laze E Laze
11. Handle Ur Bizness (DJ Premier Remix) – 4:14 – DJ Premier
12. Fly Nigga Hill Figga – 4:07 – M.O.P.
13. What the Future Holds – 3:57 – M.O.P.
14. Downtown Swinga '98 – 4:13 – DJ Premier
15. Fame Skit – 1:52
16. Brooklyn/Jersey Get Wild (featuring Treach) – 4:07 – Laze E Laze
17. New York Salute – 2:56 – M.O.P.

Tracce bonus nell'edizione giapponese
1. Way of the World – 4:04 – Laze E Laze
2. Move Something – 4:24 – M.O.P.

## Classifiche

### Classifiche settimanali
| Classifica (1998)         | Posizione massima |
| ------------------------- | ----------------- |
| Stati Uniti               | 80                |
| US Top R&B/Hip-Hop Albums | 14                |